# آناهیتا راتب‌زاد
آناهیتا راتب‌زاد (زادهٔ اکتبر ۱۹۳۱ گل‌دره، ولایت کابل - درگذشته ۷ سپتامبر ۲۰۱۴ آلمان) سیاست‌مدار چپگرا و پزشک افغانستانی بود که از ۱۹۸۰ تا ۱۹۸۶ در مقام معاون رئیس‌جمهور این کشور فعالیت می‌کرد.
وی اولین وزیر زن در تاریخ افغانستان است که تا معاونت ریاست جمهوری این کشور پیش‌رفت. وی همچنین یکی از نخستین پزشکان زن در این کشور به‌شمار می‌رود.

## زندگی‌نامه
راتب‌زاد از دبیرستان ملالی در کابل فارغ‌التحصیل شد. در مدرسهٔ پرستاری شیکاگو، ایلینوی مدرک پرستاری گرفت و از دانشگاه کابل دکترای پزشکی دریافت کرد.
وی که از مهمترین شخصیت‌های جناح چپ در سیاست افغانستان و از رهبران شاخهٔ پرچم حزب دمکراتیک خلق افغانستان بود در سال ۱۹۶۵ به عنوان نمایندهٔ مجلس این کشور انتخاب شد. در همین سال سازمان دمکراتیک زنان افغانستان را پایه‌گذاری کرد.
با قدرت‌گرفتن حزب دمکراتیک در این کشور به عنوان سفیر افغانستان در یوگسلاوی، و سپس وزیر امور اجتماعی و وزیر آموزش و پرورش فعالیت کرد؛ و از ۱۹۸۰ با به قدرت رسیدن ببرک کارمل به عنوان معاون رئیس‌جمهور انتخاب شد.
در ۱۹۸۶ با به قدرت رسیدن نجیب‌الله به همراه کارمل به مسکو جبری فرستاده شدند
، ولی در ۱۹۸۹ به خواست خودش بکشور بازگشت و در سال ۱۹۹۲ در پی تحویلی دولت به چریکان اخوانی و اسلامگرایان طرفدار غرب مجاهدین و سرنگونی حکومت حزب دمکراتیک، دوباره به مسکو مسافرت کرد.

## مرگ
راتب‌زاد روز یکشنبه هفتم سپتامبر در سن ۸۲ سالگی در آلمان درگذشت و پیکر وی در مراسمی در منطقه شهدای صالحین کابل به خاک سپرده شد.